# Президентські вибори у США 1832
На президентських виборах у США 1832 року президент Ендрю Джексон легко здобув перемогу над претендентом від Національної республіканської партії Генрі Клеєм, отримавши 219 голосів виборників з 286 можливих.

## Вибори
З 1796 року після відходу Джорджа Вашингтона кандидати від партій висувалися членами Конгресу, що розглядалося як недемократичний процес. Однак, експансія на Захід призвела до поступової децентралізації партій. Невдача Вільяма Крауфорда, офіційного претендента від Демократично-республіканської партії на виборах 1824 року, призвела до повного краху цієї системи висування кандидатів. У вересні 1831 року Анти-масонська партія вперше провела висунення кандидата на загальній конвенції. Успіх починання призвів до того, що інші партії пішли за цим прикладом. З того часу партії висувають своїх кандидатів на національних партійних конвенціях.

### Результати
| Кандидат      | Партія                             | Виборці   | Виборці  | Виборники |
| Кандидат      | Партія                             | Кількість | %        | Виборники |
| ------------- | ---------------------------------- | --------- | -------- | --------- |
| Ендрю Джексон | Демократична партія                | 701.780   | 54,2 %   | 219       |
| Генрі Клей    | Національна республіканська партія | 484.205   | 37,4 %   | 49        |
| Джон Флойд    | Анулююча партія(англ.)             | —         | —        | 11        |
| Вільям Вірт   | Анти-масонська партія              | 100.715   | 7,8 %    | 7         |
| Усього        | Усього                             | 1.286.700 | 99,4 % * | 286       |

```

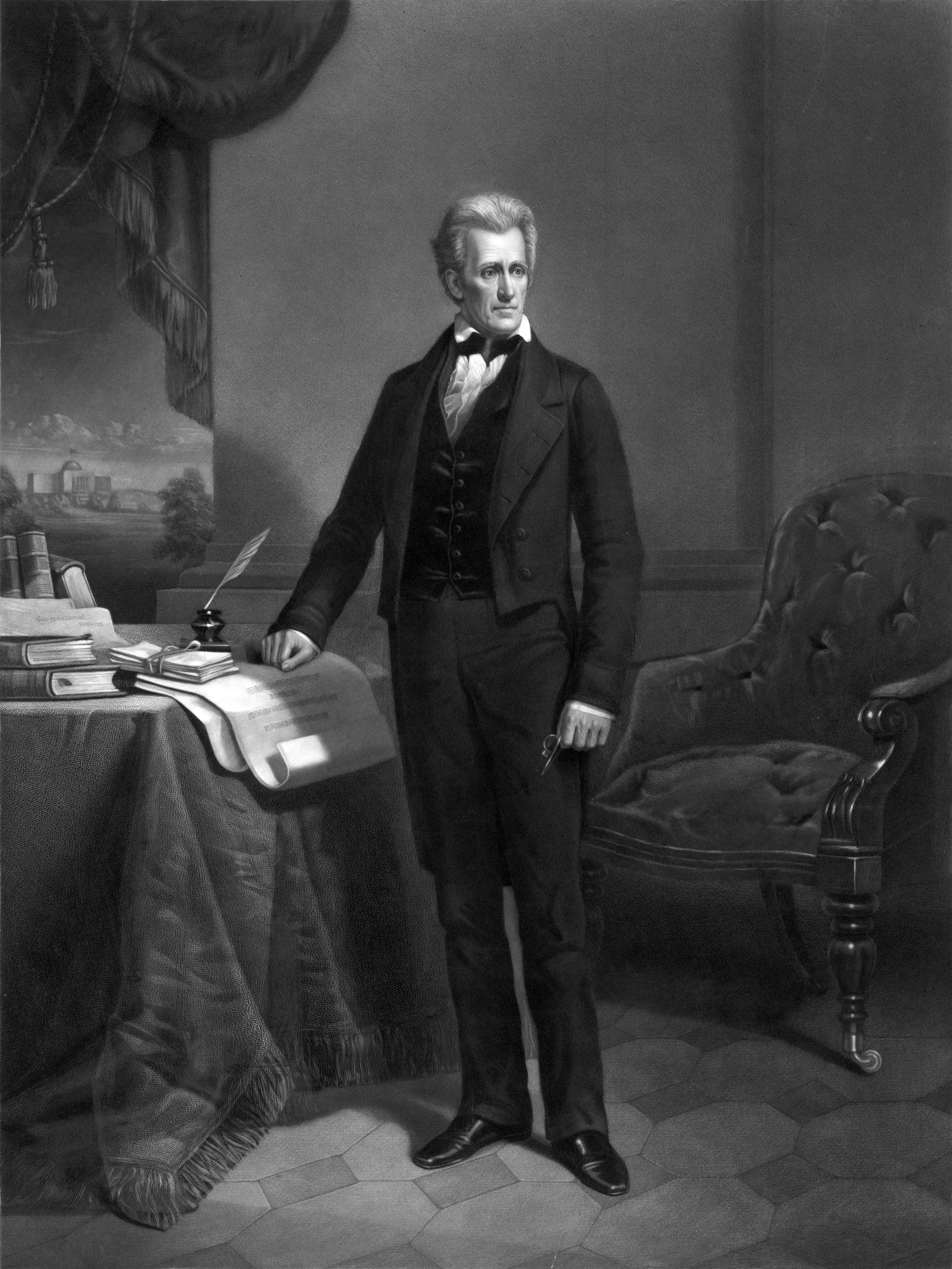
На виборах 1832 року Ендрю Джексон був знову обраний президентом США.

(*) Решта голосували за інших кандидатів. 
```